# Теорема Геделя про повноту
Теорема Геделя про повноту — твердження про повноту класичного числення предикатів, доведене Куртом Геделем 1930 року.
|  | Якщо предикатна формула істинна в будь-якій інтерпретації, то її можна вивести в численні предикатів. |

Теорема Геделя про повноту є однією з найважливіших теорем математичної логіки. Вона демонструє, що класичне числення предикатів містить всі логічні закони, які можуть бути подані через предикативні формули.
Відомі численні варіанти та узагальнення теореми Геделя про повноту. Наприклад, якщо з множин предикативних формул M неможливо вивести суперечність за допомогою правил числення предикатів, то існує модель для M, тобто така інтерпретація, в якій істинні всі формули з M. Цей результат став однією з засад побудови теорії моделей.